# Ecuación de Lane-Emden

En 1869, Lane publicó por primera vez esta ecuación con el fin de estimar la temperatura de la surfície solar. De hecho, una zona en convección de una estrella puede ser considerada en equilibrio convectivo y modelada por la ecuación de Lane-Emden.

Soluciones de la ecuación de Lane–Emden para n = 0, 1, 2, 3, 4, 5

En astrofísica, la ecuación de Lane-Emden es una forma adimensional de la ecuación de Poisson que se utiliza para modelizar el potencial gravitatorio de un cuerpo dotado de simetría esférica y constituido por un fluido politrópico, sometido a su propia gravitación newtoniana. Lleva el nombre de los astrofísicos Jonathan Homer Lane y Robert Emden.
La ecuación toma la forma
{\displaystyle {\frac {1}{\xi ^{2}}}{\frac {d}{d\xi }}\left({\xi ^{2}{\frac {d\theta }{d\xi }}}\right)+\theta ^{n}=0},
donde {\displaystyle \xi } es un radio adimensional y {\displaystyle \theta } está relacionada con la densidad (y por lo tanto, con la presión) por la expresión {\displaystyle \rho =\rho _{c}\theta ^{n}}, siendo {\displaystyle \rho _{c}} la densidad central. El valor {\displaystyle n} es el índice politrópico que aparece en la ecuación politrópica de estado,
{\displaystyle P=K\rho ^{1+{\frac {1}{n}}}\,}
donde {\displaystyle P} y {\displaystyle \rho } son la presión y la densidad, respectivamente, y {\displaystyle K} es una constante de proporcionalidad. Las condiciones de contorno estándar son {\displaystyle \theta (0)=1} y {\displaystyle \theta '(0)=0}. Las soluciones describen la variación de la presión y de la densidad con el radio, y se conocen como politropos de índice {\displaystyle n}.

## Aplicaciones
En términos físicos, el equilibrio hidrostático relaciona el gradiente del potencial con la densidad y con el gradiente de la presión, mientras que la ecuación de Poisson conecta el potencial con la densidad. Por lo tanto, si además se tiene una ecuación que determina cómo la presión y la densidad varían una con respecto a la otra, se puede llegar a una solución del sistema de ecuaciones. La elección particular de un gas politrópico anteriormente indicada, hace el planteamiento matemático del problema particularmente sucinto y conduce a la ecuación de Lane-Emden. Esta ecuación es una aproximación útil para las esferas autogravitantes de plasma, tales como las estrellas, aunque es una suposición bastante limitante con respecto a otros campos de aplicación.

## Demostración

### Según el equilibrio hidrostático
Considérese un fluido autogravitante con simétrica esférica en equilibrio hidrostático. La masa se conserva y, por lo tanto queda descrita por la ecuación de continuidad
{\displaystyle {\frac {dm}{dr}}=4\pi r^{2}\rho }
donde {\displaystyle \rho } es una función de {\displaystyle r}. La ecuación de equilibrio hidrostático es
{\displaystyle {\frac {1}{\rho }}{\frac {dP}{dr}}=-{\frac {Gm}{r^{2}}}}
donde {\displaystyle m} es también una función de {\displaystyle r}. La diferenciación de nuevo da
{\displaystyle {\begin{aligned}{\frac {d}{dr}}\left({\frac {1}{\rho }}{\frac {dP}{dr}}\right)&={\frac {2Gm}{r^{3}}}-{\frac {G}{r^{2}}}{\frac {dm}{dr}}\\&=-{\frac {2}{\rho r}}{\frac {dP}{dr}}-4\pi G\rho \end{aligned}}}
donde la ecuación de continuidad se ha usado para reemplazar el gradiente de masas. Multiplicando ambos lados por {\displaystyle r^{2}} y desarrollando la derivada de {\displaystyle P} en el lado izquierdo de la ecuación, se puede escribir
{\displaystyle r^{2}{\frac {d}{dr}}\left({\frac {1}{\rho }}{\frac {dP}{dr}}\right)+{\frac {2r}{\rho }}{\frac {dP}{dr}}={\frac {d}{dr}}\left({\frac {r^{2}}{\rho }}{\frac {dP}{dr}}\right)=-4\pi Gr^{2}\rho }
Dividiendo ambos lados por {\displaystyle r^{2}}, en cierto sentido resulta una forma dimensional de la ecuación deseada. Si, además, se sustituye la ecuación de estado politrópico por {\displaystyle P=K\rho _{c}^{1+{\frac {1}{n}}}\theta ^{n+1}} y {\displaystyle \rho =\rho _{c}\theta ^{n}}, se tiene
{\displaystyle {\frac {1}{r^{2}}}{\frac {d}{dr}}\left(r^{2}K\rho _{c}^{\frac {1}{n}}(n+1){\frac {d\theta }{dr}}\right)=-4\pi G\rho _{c}\theta ^{n}}
Reuniendo las constantes y sustituyendo {\displaystyle r=\alpha \xi }, donde
{\displaystyle \alpha ^{2}=(n+1)K\rho _{c}^{{\frac {1}{n}}-1}/4\pi G},
se obtiene la ecuación de Lane-Emden,
{\displaystyle {\frac {1}{\xi ^{2}}}{\frac {d}{d\xi }}\left({\xi ^{2}{\frac {d\theta }{d\xi }}}\right)+\theta ^{n}=0}

### A partir de la ecuación de Poisson
De manera equivalente, se puede comenzar con la ecuación de Poisson,
{\displaystyle \nabla ^{2}\Phi ={\frac {1}{r^{2}}}{\frac {d}{dr}}\left({r^{2}{\frac {d\Phi }{dr}}}\right)=4\pi G\rho }
Se puede reemplazar el gradiente del potencial mediante el equilibrio hidrostático, a través de
{\displaystyle {\frac {d\Phi }{dr}}=-{\frac {1}{\rho }}{\frac {dP}{dr}}}
de lo que a su vez se obtiene la forma dimensional de la ecuación de Lane-Emden.

## Soluciones
Para un valor dado del índice politrópico {\displaystyle n}, la solución a la ecuación de Lane-Emden se denota como {\displaystyle \theta _{n}(\xi )}. En general, la ecuación de Lane-Emden debe resolverse numéricamente para encontrar {\displaystyle \theta _{n}}. Existen soluciones analíticas exactos para ciertos valores de {\displaystyle n}, en particular: {\displaystyle n=0,1,5}. Para {\displaystyle n} entre 0 y 5, las soluciones son continuas y de extensión finita, con el radio de la estrella dado por {\displaystyle R=\alpha \xi _{1}}, donde {\displaystyle \theta _{n}(\xi _{1})=0}.
Para una solución dada {\displaystyle \theta _{n}}, el perfil de la densidad viene dado por
{\displaystyle \rho =\rho _{c}\theta _{n}^{n}}.
La masa total {\displaystyle M} de la estrella modelo se puede encontrar mediante la integración de la densidad respecto al radio, de 0 a {\displaystyle \xi _{1}}.
La presión se puede encontrar utilizando la ecuación politrópica de estado, {\displaystyle P=K\rho ^{1+{\frac {1}{n}}}}, es decir,
{\displaystyle P=K\rho _{c}^{1+{\frac {1}{n}}}\theta _{n}^{n+1}}
Finalmente, si el gas es ideal, la ecuación de estado es {\displaystyle P=k_{B}\rho T/\mu }, donde {\displaystyle k_{B}} es la constante de Boltzmann y {\displaystyle \mu } es el peso molecular medio. El perfil de temperatura viene dado entonces por
{\displaystyle T={\frac {K\mu }{k_{B}}}\rho _{c}^{1/n}\theta _{n}}

### Soluciones exactas
En los casos de simetría esférica, la ecuación de Lane-Emden es integrable para solo tres valores del índice politrópico {\displaystyle n}.

#### Paran= 0
Si {\displaystyle n=0}, la ecuación se convierte en
{\displaystyle {\frac {1}{\xi ^{2}}}{\frac {d}{d\xi }}\left({\xi ^{2}{\frac {d\theta }{d\xi }}}\right)+1=0}
reorganizando la expresión e integrando de nuevo, se tiene
{\displaystyle \xi ^{2}{\frac {d\theta }{d\xi }}=C_{1}-{\frac {1}{3}}\xi ^{3}}
Dividiendo ambos lados de la ecuación por {\displaystyle \xi ^{2}} e integrando de nuevo resulta
{\displaystyle \theta (\xi )=C_{0}-{\frac {C_{1}}{\xi }}-{\frac {1}{6}}\xi ^{2}}
Las condiciones de contorno {\displaystyle \theta (0)=1} y {\displaystyle \theta '(0)=0} implican que las constantes de integración son {\displaystyle C_{0}=1} y {\displaystyle C_{1}=0}.

#### Paran= 1
Cuando {\displaystyle n=1}, la ecuación se puede ampliar en la forma
{\displaystyle {\frac {d^{2}\theta }{d\xi ^{2}}}+{\frac {2}{\xi }}{\frac {d\theta }{d\xi }}+\theta =0}
Si se supone una solución en serie de potencias:
{\displaystyle \theta (\xi )=\sum \limits _{n=0}^{\infty }a_{n}\xi ^{n}}
esto conduce a una relación recursiva para los coeficientes de expansión:
{\displaystyle a_{n+2}=-{\frac {a_{n}}{(n+3)(n+2)}}}
Esta relación puede ser resuelta, llevando a la solución general:
{\displaystyle \theta (\xi )=a_{0}{\frac {\sin \xi }{\xi }}+a_{1}{\frac {\cos \xi }{\xi }}}
La condición de contorno para un politropo físico exige que {\displaystyle \theta (\xi )\rightarrow 1} como {\displaystyle \xi \rightarrow 0}.
Esto requiere que {\displaystyle a_{0}=1,a_{1}=0}, lo que conduce a la solución:
{\displaystyle \theta (\xi )={\frac {\sin \xi }{\xi }}}

#### Paran= 5
Se parte de la ecuación de Lane-Emden:
{\displaystyle {\frac {1}{\xi ^{2}}}{\frac {d}{d\xi }}(\xi ^{2}{\frac {d\theta }{d\xi }})+\theta _{5}^{5}=0}
Reescrita como {\displaystyle {\frac {d\theta _{5}}{d\xi }}} produce:
{\displaystyle {\frac {d\theta _{5}}{d\xi }}={\frac {1}{2}}(1+{\frac {\xi ^{2}}{3}})^{\frac {3}{2}}{\frac {2\xi }{3}}={\frac {\xi ^{3}}{3[1+{\frac {\xi ^{2}}{3}}]^{\frac {3}{2}}}}}
Diferenciando con respecto a xi conduce a:
{\displaystyle \theta _{5}^{5}={\frac {\xi ^{2}}{[1+{\frac {\xi ^{2}}{3}}]^{\frac {3}{2}}}}+{\frac {3\xi ^{2}}{9[1+{\frac {\xi ^{2}}{3}}]^{\frac {5}{2}}}}={\frac {9}{9[1+{\frac {\xi ^{2}}{3}}]^{\frac {5}{2}}}}}
Una vez reducida, se llega a:
{\displaystyle \theta _{5}^{5}={\frac {1}{[1+{\frac {\xi ^{2}}{3}}]^{\frac {5}{2}}}}}
Por lo tanto, la ecuación de Lane-Emden tiene la solución
{\displaystyle \theta (\xi )={\frac {1}{\sqrt {1+\xi ^{2}/3}}}}
cuando {\displaystyle n=5}. Esta solución es finita en masa pero infinita en extensión radial, y por lo tanto, el politropo completo no representa una solución física.

### Soluciones numéricas
En general, las soluciones se determinan por integración numérica. Muchos métodos estándar requieren que el problema se formule como un sistema de ecuaciones diferenciales ordinarias de primer orden. Por ejemplo,
{\displaystyle {\frac {d\theta }{d\xi }}=-{\frac {\phi }{\xi ^{2}}}}
{\displaystyle {\frac {d\phi }{d\xi }}=\theta ^{n}\xi ^{2}}
Aquí, {\displaystyle \phi (\xi )} se interpreta como la masa adimensional, que se define por {\displaystyle m(r)=4\pi \alpha ^{3}\rho _{c}\phi (\xi )}. Las condiciones iniciales relevantes son {\displaystyle \phi (0)=0} y {\displaystyle \theta (0)=1}. La primera ecuación representa el equilibrio hidrostático y la segunda representa la conservación de la masa.

## Variables homólogas

### Ecuación homóloga invariante
Se sabe que si {\displaystyle \theta (\xi )} es una solución de la ecuación de Lane-Emden, entonces {\displaystyle C^{2/n+1}\theta (C\xi )} también lo es. Soluciones que están relacionadas de esta manera se denominan homólogas; y el proceso que transforma unas en otras es una homología. Si se eligen variables que son invariantes a la homología, entonces se puede reducir el orden de la ecuación de Lane-Emden en uno.
Existen varias de estas variables. Una elección adecuada es
{\displaystyle U={\frac {d\log m}{d\log r}}={\frac {\xi ^{3}\theta ^{n}}{\phi }}}
y
{\displaystyle V={\frac {d\log P}{d\log r}}=(n+1){\frac {\phi }{\xi \theta }}}
Se pueden diferenciar los logaritmos de estas variables con respecto a {\displaystyle \xi }, lo que da
{\displaystyle {\frac {1}{U}}{\frac {dU}{d\xi }}={\frac {1}{\xi }}(3-n(n+1)^{-1}V-U)}
y
{\displaystyle {\frac {1}{V}}{\frac {dV}{d\xi }}={\frac {1}{\xi }}(-1+U+(n+1)^{-1}V)}.
Por último, se pueden dividir estas dos ecuaciones para eliminar la dependencia de {\displaystyle \xi }, lo que deja
{\displaystyle {\frac {dV}{dU}}=-{\frac {V}{U}}\left({\frac {U+(n+1)^{-1}V-1}{U+n(n+1)^{-1}V-3}}\right)}
El resultado es una única ecuación de primer orden.

### Topología de la ecuación de homología invariante
La ecuación de homología invariante puede ser considerada como el par de ecuaciones autónomas
{\displaystyle {\frac {dU}{d\log \xi }}=-U(U+n(n+1)^{-1}V-3)}
y
{\displaystyle {\frac {dV}{d\log \xi }}=V(U+(n+1)^{-1}V-1)}.
El comportamiento de las soluciones de estas ecuaciones puede determinarse por análisis de estabilidad lineal. Los puntos críticos de la ecuación (donde {\displaystyle dV/d\log \xi =dU/d\log \xi =0}) y los valores propios y los vectores propios de la matriz jacobiana se tabulan a continuación.
| Punto crítico                                                       | Autovalores                                        | Autovalores                                        | Autovectores                                         | Autovectores                                         |
| ------------------------------------------------------------------- | -------------------------------------------------- | -------------------------------------------------- | ---------------------------------------------------- | ---------------------------------------------------- |
| {\displaystyle (0,0)}                                               | {\displaystyle 3}                                  | {\displaystyle -1}                                 | {\displaystyle (1,0)}                                | {\displaystyle (0,1)}                                |
| {\displaystyle (3,0)}                                               | {\displaystyle -3}                                 | {\displaystyle 2}                                  | {\displaystyle (1,0)}                                | {\displaystyle (-3n,5+5n)}                           |
| {\displaystyle (0,n+1)}                                             | {\displaystyle 1}                                  | {\displaystyle 3-n}                                | {\displaystyle (0,1)}                                | {\displaystyle (2-n,1+n)}                            |
| {\displaystyle \left({\frac {n-3}{n-1}},2{\frac {n+1}{n-1}}\right)} | {\displaystyle {\frac {n-5\pm \Delta _{n}}{2-2n}}} | {\displaystyle {\frac {n-5\pm \Delta _{n}}{2-2n}}} | {\displaystyle \left(1-n\mp \Delta _{n},4+4n\right)} | {\displaystyle \left(1-n\mp \Delta _{n},4+4n\right)} |

## Lecturas relacionadas
- Horedt, Georg P. (2004). Polytropes - Applications in Astrophysics and Related Fields. Dordrecht: Kluwer Academic Publishers. ISBN 978-1-4020-2350-7.